# Рогатица
Рогатица је градско насеље и сједиште истоимене општине која се налази у источном дијелу Републике Српске, БиХ. Према прелиминарним подацима пописа становништва 2013. године, у насељеном мјесту Рогатица укупно је пописано 6.522 лица.

## Географија
Смештена је у котлини дуж леве и десне обале ријеке Ракитнице и лежи на надморској висини од 525 метара. Њену котлину са сјеверозапада затвара брдо Луњ, а са истока и југоистока брда Црвен, Тмор и Засада. Рогатица је средиште слива ријеке Ракитнице, а у ширем смислу и средњег тока ријеке Праче.
Овај крај је претежно средњопланински. Од читаве површине рогатичке општине, која заузима 66.437 хектара, 20% земљишта отпада на висину од 500 м, док је 80% планинско земљиште са висином између 800 и 1.900 м. Планине су на источној, југозападној и сјеверној страни, а међу њима су највеће Деветак 1.417 м, Сјемећ, Тмор, Бокшаница 1.254 м и др.
Средња годишња температура је 11 °C. Максимална температура у месецу јулу достиже 35 °C, а минимална у јануару до -28 °C. Годишња количина падавина креће се од 700 до 800 мм у самом мјесту, док на суседним планинама достиже и до 1.500 мм.
Суседне општине Рогатици су: Рудо, Вишеград, Сребреница, Власеница, Ново Горажде, Горажде, Хан Пијесак, Соколац и Пале.

## Историја
Рогатица се први пут помиње у уговору од 15. августа 1425. када се крамар Хлапац Станковић обавезао да ће Андрији Бобаљевићу превести 11 товара тканине и остале робе до Рогатице или Гласинца, до тамошње Гласиначке цркве. Из чега се закључује да је Рогатица већ тада била увелико позната као трговачко насеље у караванској трговини Дубровчана са залеђем. Трговачким пословима бавили су се домаћи људи, који су пословно били повезани са Дубровником. Дубровчани су на подручју Рогатице куповали стоку и восак, а потом продавали Млетачкој републици. За разлику од других градова Земље Павловића, Олова и Борача, Рогатица се није развила у велико насеље. Била је у посједу властеле Павловића, а на подручју града очувано је више локалитета из средњег вијека: Дворска вода, Царина, Вијенац, Градац и Грачаница.
Падом под Турке становништво је започело сеобе на југ у Херцеговину и Црну Гору, „Послије косовске битке и првих турских освајања у Босни, од 1415, такве су сеобе биле честе и у њима учествовала властела и маса народа". Становништво које је остало на имањима прихватило је отоманску управу. Тако су у Рогатици у тимарском систему били и хришћани спахије. У Рогатици је била позната српска племићка спахијска породица Балчаковић, који су чували православно становништво од турске тираније.
Након успостављања османске управе 1462. године, на подручју старе жупе Борач формирана је нахија Борач. У нахију је спадао трг Рогатица, варош Вишеград и Прача; за првог вилајетског намјесника те нахије постављен је Мехмед Челебија, син оснивача Сарајева Иса-бега Исхаковића. По Мехмеду Челебији Рогатица је добила назив Челеби Пазар.
Након окупације Босне од стране Аустроугарске 1878. године, када су нове окупационе власти преузеле Сарајево, последњи отпор Аустроугарској десио се на Гласинцу 21. септембра, када су побуњеници поражени, те су Аустроугари ушли у Рогатицу без борбе, сутрадан, односно 22. септембра. Отпор новим окупаторима трајао је до 1881. године, а водили су га хајдучке харамбаше Јово Тандарић из Хан Пијеска и Ђуро Зекановић из Рогатице када су убијени. Нова управа је започела изградњу ергеле арапских коња на Борикама 1903. године, за потребе аустроугарске војске. Током 1905. године изграђен је градски водовод, те канализациона мрежа 1908. Док се пруга за експлоатацију шуме градила у периоду 1902–1906.
Током борбе за вјерско-просвјетну аутономију сарадња муслимана и православног становништва у рогатичкој средини није могла доћи до пуног изражаја. У сијању раздора и мржње међу становништвом окупаторски управљачи употребљавали су сва средства; тако су организовали мучка убиства угледних Срба, Ђорђа Переулу, Танасија Драшковића и Мила Бајчетића.

### Први свјетски рат
Са почетком рата, аустроугарске власти започеле су масовне егзекуције српског становништва у Босни. Тако је било и на Романији и Рогатици.
У току борби у источној Босни, Рогатицу су ослободиле српске трупе Краљевине Црне Горе и Краљевине Србије, ослободиле су варош 27. септембра 1914. године под командом сердара Јанка Вукотића.
Током септембра и октобра на Гласинцу и Романији вођене су тешке борбе између црногорске војске Санџачког одреда и аустроугарске војске.
Аустроугарска противофанзива ишла је на продор између српске и црногорске војске, на мјестима гдје су се оне повезивале. Српска војска је свако надирање аустроугарске војске на Гласинцу успјешно одбијала и у противнападима наносила велике губитке.
Рогатица је била слободна два мјесеца и у њој су се у то вријеме, у великој касарни смјестила војна болница. Командант српске Војне команде у Рогатици био је пуковник Константиновић војске Краљевине Србије; док је Војноцивилна власт у Рогатици била под задужењем црногорске војске, капетана Блажа Анђелића са писаром Комненом Драговићем. У то вријеме дужност предсједника општине вршио је Јосиф Којић из Рогатице, а за секретара општине био је постављен официр Миле Перуничић.
Рогатица је ослобођење од аустроугарског окупатора дочекала 4. новембра 1918. године.

## Образовање
У централној основној школи „Свети Сава“ са пет четвороразредних и једном осморазредном подручном школом на Борикама образује се око 900 ученика, а средњу школу у Рогатици похађа око 400 ученика различитих профила образовања. У граду постоје два обданишта која обезбеђују услове за боравак и васпитање 180 деце.

## Спорт
Рогатица је сједиште фудбалског клуба Младост. У оквиру Спортског друштва „Младост“ делује неколико клубова. Тако се рукометашице такмиче у Заједничкој лиги БиХ, кошаркаши и шахисти су чланови Прве лиге Републике Српске, док се фудбалери и одбојкашице такмиче у Другој лиги Републике Српске.

## Становништво
У послератном периоду дошло је до великих етничких померања становништва, тако да данас Срби чине апсолутну већину у Рогатици. Већина младих становника студира у Источном Сарајеву.
| Националност       | 2013.          | 1991.          | 1981.          | 1971.          | 1961. |
| Срби               | 6.390 (97,98%) | 2.971 (33,32%) | 1.998 (30,76%) | 1.524 (31,80%) |       |
| Муслимани          | 82 (1,25%)     | 5.681 (63,72%) | 3.855 (59,34%) | 3.172 (66,19%) |       |
| Хрвати             | 13 (0,20%)     | 16 (0,18%)     | 21 (0,32%)     | 25 (0,52%)     |       |
| Југословени        | 3 (0,04%)      | 140 (1,57%)    | 584 (8,99%)    | 41 (0,85%)     |       |
| Црногорци          | 4 (0,06%)      |                | 15 (0,23%)     | 10 (0,21%)     |       |
| остали и непознато | 30 (0,47%)     | 108 (1,21%)    | 23 (0,35%)     | 20 (0,42%)     |       |
| Укупно             | 6.522          | 8.916          | 6.496          | 4.792          | '     |